# Озерне (Ставропольський край)
Озерне (рос. Озёрное) — село у складі муніципальної освіти «Сільське поселення Верхнєстепновська сільрада» Степновського району Ставропольського краю

## Варіанти назви
- Фріденфельд[1]

## Географія
Відстань до крайового центру: 214 км
Відстань до районного центру: 28 км.

## Історія
Фріденфельд/Friedenfeld, до 1917 — Терщина, Моздоцький повіт, Ейгенгеймская волость. В радянський період — Орджонікідзевський край, Радянський/Степновский (Солом'янський)/Прохладненский р-н. Лют. село, засн. в 1906 році. В 50 км на півн.-зах. від Моздока. Лют. прихід П'ятигорськ. Землі 2000 десятин.

## Населення
Національний склад
За переписом 1926 року всі жителі — німці

## Освіта
- Основна загальноосвітня школа № 9[2]